# Brodiea

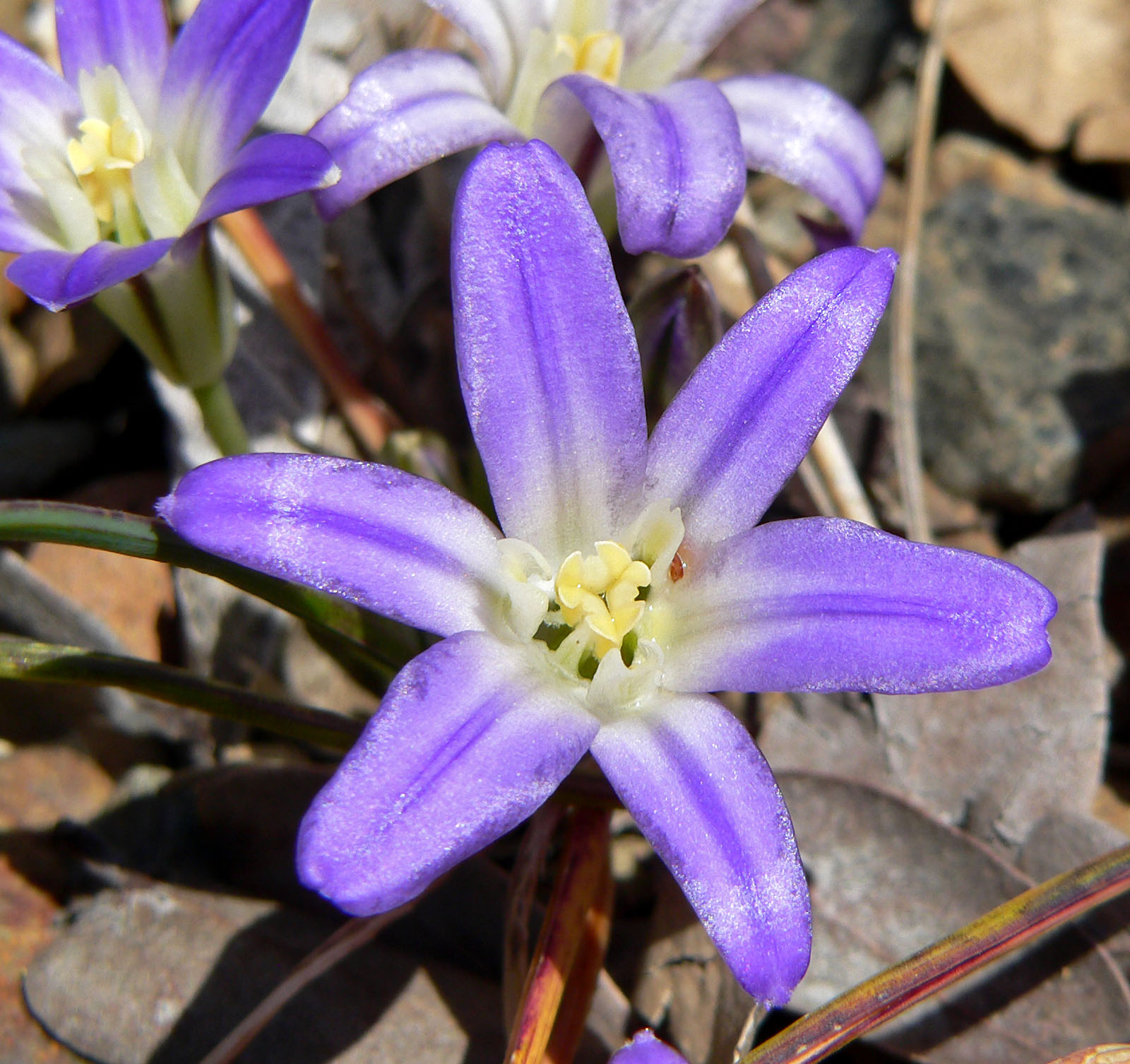
Kwiat Brodiaea terrestris

Brodiea (Brodiaea Sm.) – rodzaj roślin cebulowych z rodziny szparagowatych. Do rodzaju należy 17 gatunków występujących w zachodniej części Ameryki Północnej, od Kanady do północno-zachodnich wybrzeży Meksyku. 

## Morfologia
Byliny posiadające małe bulwy pędowe. Liście odziomkowe w liczbie od 1 do 6, równowąskie. Kwitną przeważnie późną wiosną, a ich liście obumierają po przekwitnięciu. Gwiazdkowate kwiaty zebrane są w baldach na szczycie bezlistnego pędu kwiatowego (głąbika). Osiągają wysokość do 75 cm. 

## Systematyka
W przeszłości dwojako definiowano ujęcie taksonomiczne tego rodzaju. Część taksonomów wyróżniała trzy mniejsze rodzaje Brodiaea, Triteleia i Dichelostemma, inni uznawali jeden rodzaj Brodiaea s.l. z trzema podrodzajami. Analizy filogenetyczne oparte na badaniach molekularnych, anatomicznych oraz z zakresu biologii rozwoju dowiodły, że żadne z tych rozwiązań nie jest dobre. Okazało się, że rodzaj Triteleia jest siostrzany dla rodzaju Bloomeria, a Brodiaea jest blisko spokrewniona z Dichelostemma. Te dwa rodzaje tworzą wspólny klad przy czym siostrzanym taksonem dla obu rodzajów jest heksaploidalny gatunek Dichelostemma capitatum. Badania dowiodły także, że sekcje wyróżniane w obrębie rodzaju Brodiaea wymagają rewizji ponieważ nie tworzą grup monofiletycznych. 
Pozycja i podział według APweb (aktualizowany system APG IV z 2016
Rodzaj należy do podrodziny Brodiaeoideae, rodziny szparagowatych Asparagaceae, rzędu szparagowców Asparagales w obrębie kladu jednoliściennych.
Wykaz gatunków
- Brodiaea appendiculata Hoover
- Brodiaea californica Lindl. ex Lem. – brodiea wielkokwiatowa
- Brodiaea coronaria (Salisb.) Jeps. – brodiea wieńcowa
- Brodiaea elegans Hoover – brodiea wytworna
- Brodiaea filifolia S.Watson
- Brodiaea insignis (Jeps.) Niehaus
- Brodiaea jolonensis Eastw.
- Brodiaea kinkiensis Niehaus
- Brodiaea matsonii R.E.Preston
- Brodiaea minor (Benth.) S.Watson – brodiea mała
- Brodiaea nana Hoover
- Brodiaea orcuttii (Greene) Baker
- Brodiaea pallida Hoover
- Brodiaea santarosae T.J.Chester, W.P.Armstr. & Madore
- Brodiaea sierrae R.E.Preston
- Brodiaea stellaris S.Watson
- Brodiaea terrestris Kellogg – brodiea niska

## Zastosowanie
- Rośliny ozdobne. Są łatwe w uprawie, jednak nie są w pełni wytrzymałe na mróz i na zimę muszą być okryte[5]. Wymagają gleby żyznej i przepuszczalnej oraz słonecznego stanowiska. Można je rozmnażać z nasion lub przez podział kęp zaraz po przekwitnieniu[5].